# Castell de Gra
El Castell de Gra fou l'origen de Gra, avui dia entitat de població de Torrefeta i Florejacs i situada al sud-est de Florejacs. És un monument inclòs a l'Inventari del Patrimoni Arquitectònic de Catalunya.

## Història
L'indret és documentat per primera vegada el 1031, any en què el bisbe Ermengol d'Urgell llegà un alou que posseïa a Torrefeta, el qual limitava a ponent amb el terme de «Graza». El 1040, en l'acta de consagració de Santa Maria de la Seu d'Urgell consta l'existència del castell de Gra, pertanyent a la canònica urgellesa, considerat part del terme més ampli del castell de Guissona, al comtat d'Urgell. El 1106, s'informa que Sicarda donà a la canònica de Santa Maria de la Seu la tercera part de tot el que tenia «in Grada» llevat del castell. El 1109 consta entre les afrontacions territorials del castell de Vilagrasseta, els castells de Sant Martí de la Morana i de «Grada».
Segons el fogatjament del 1381, el castell de Gra, com Concabella eren de Guerau d'Oluja. Durant el segle xv canvià de mans diverses vegades fins a esdevenir dels Requesens. L'any 1501 havia passat al monestir de Sant Jeroni de la Vall d'Hebron de Barcelona. En l'abolició dels senyorius jurisdiccionals al segle xix, Gra pertanyia a la família Boatella.

## Arquitectura
Edifici de tres plantes construït amb filades de carreus irregulars. Ha sofert moltes intervencions que han fet desaparèixer la seva fisonomia original. La seva façana principal mira a la plaça del Castell. Podem accedir a l'immoble a través d'un portal amb arc escarser, emmarcat per una motllura llisa de pedra; apareix també una finestra amb arc escarser i ampit, envoltada per la mateixa motllura que trobem a la portada. Al primer pis tres finestres d'arc escarser amb ampit i motllura. I per acabar el segon pis, que repeteix l'esquema de l'anterior amb unes dimensions més reduïdes i l'absència d'un fragment de façana al cantó esquerre.

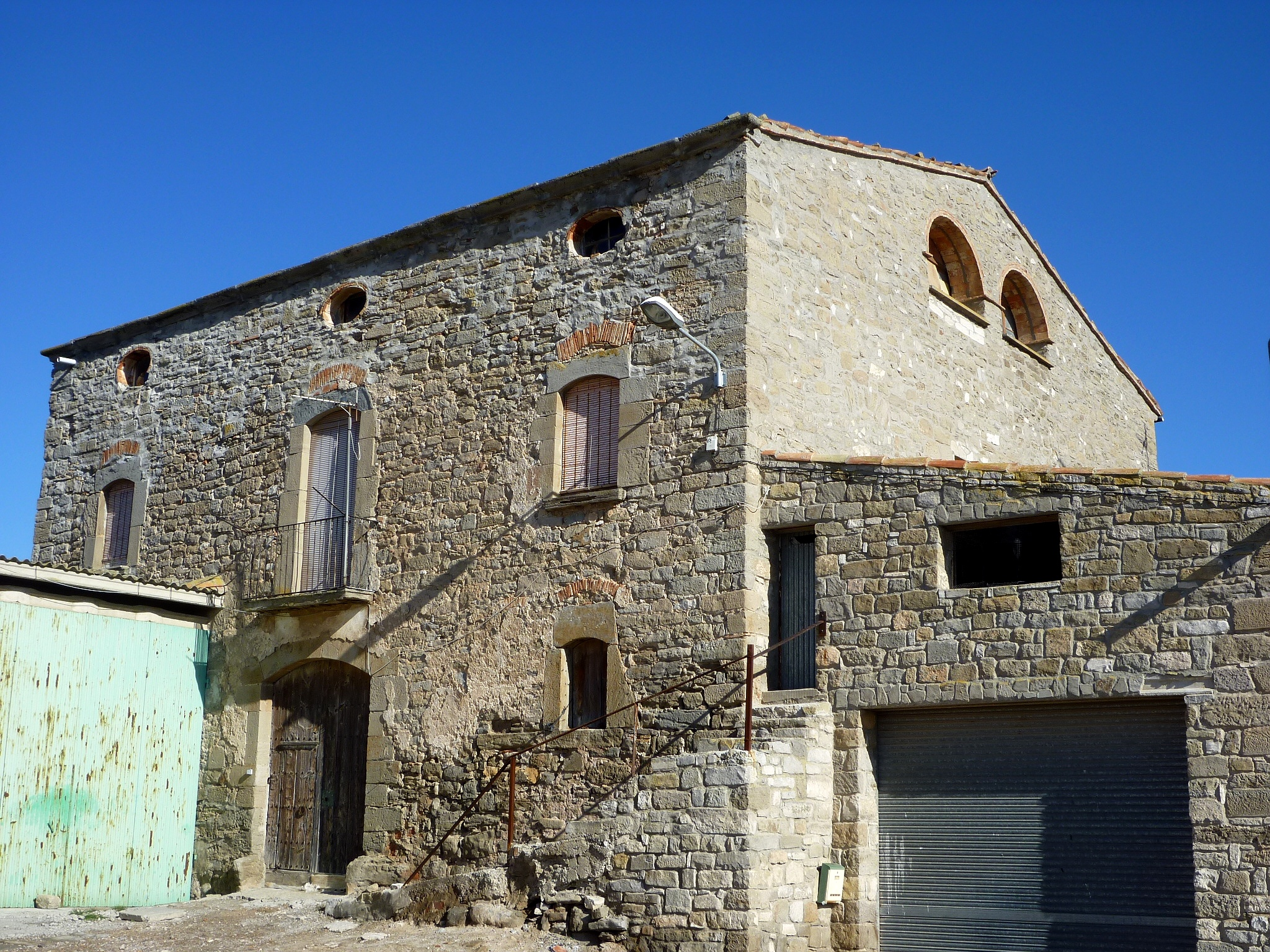
Castell de Gra. Façana posterior

La façana posterior no ha estat tan restaurada i encara conserva elements originals. El parament d'aquesta està constituït per filades de carreus irregulars i presenta restes d'arrebossat. A la planta baixa s'hi pot observar una portada d'arc escarser amb una motllura de carreus de pedra llisa, una petita obertura rectangular emmarcada per carreus i dos cossos afegits amb posterioritat, un dels quals és contigu a la façana i presenta una escala de pedra, i l'altre que es troba encastat en aquesta. Al primer pis observem una porta balconera amb motllura de pedra i balcó de borja, flanquejada per dues finestres d'arc escarser amb la mateixa motllura i ampit. El següent pis comunica amb les golfes i només presenta tres obertures ovalades.